# Gerard Bordas
Gerard Bordas Bahamontes (Manresa, 11 settembre 1981) è un ex calciatore spagnolo, di ruolo centrocampista.